# Azerbajdzsán Állami Bábszínház
Az Azerbajdzsán Állami Bábszínház (azeri: Abdulla Şaiq adına Azərbaycan Dövlət Kukla Teatrı) Bakuban az Olajmunkás sugárúton található. Józef Płoszko lengyel építész építette 1910-ben, eredetileg filmszínházként működött. A bábok mérete néhány centimétertől az ember méretének duplájáig terjednek.

## Története
A bábszínháznak otthont adó épületet Józef Płoszko lengyel mérnök építette 1910-ben. 1921-ben javítási és helyreállítási munkákat végeztek, és lebontották az épület homlokzatát díszítő múzsák szobrait. Ezt követően az épületben különböző szervezetk működtek: a Satiragit Színház, a Török Munkás- és Parasztszínház, a Musical Comedy Színház és a Mezőgazdasági Múzeum. Később az épületet a Szovjetunió Népi Művészének Rashid Behbudov dalszínházának próbáira használták.
Az Azerbajdzsán Állami Bábszínház alapjait 1931-ben Mollağa Bəbirli rakta le. Ennek a színháznak az első előadását 1932-ben mutatták be („Cirkusz” címmel). Az évek során az intézmény önálló bábszínházként, vagy a Bakui Filharmonikusok részeként működött. 1964 áprilisában az épületet végül átadták a bábszínháznak. A korai időszakban azeri, orosz és nyugat-európai drámaírók darabjait (leegyszerűsített formában), és az azerbajdzsáni szóbeli népi irodalom motívumaira épülő, nevelési szempontból fontos műveket adták elő a színházban.
A színháznak két működési terülte van: az azerbajdzsáni és az orosz. 1975 óta a színház a gyerekelőadások mellett felnőtteknek is tart előadásokat.
A filmszínház nézőtere hosszában 24 m, a szélessége 11 m, a magassága 10 m. A nézőtéren korábban 400 ülőhely állt rendelkezésre.

## Fordítás
- Ez a szócikk részben vagy egészben  a   Baku Puppet Theatre című angol Wikipédia-szócikk ezen változatának fordításán alapul.  Az eredeti cikk szerkesztőit annak laptörténete sorolja fel. Ez a jelzés csupán a megfogalmazás eredetét és a szerzői jogokat jelzi, nem szolgál a cikkben szereplő információk forrásmegjelöléseként.